# 6060 Дудлбі
6060 Дудлбі  (6060 Doudleby) — астероїд головного поясу, відкритий 19 лютого 1980 року.
Тіссеранів параметр щодо Юпітера — 3,381.